# Département de Libertador General San Martín (Chaco)
Pour les articles homonymes, voir Département de Libertador General San Martín.
Le département de Libertador General San Martín est une des 25 subdivisions de la province du Chaco, en Argentine. Son chef-lieu est la ville de General José de San Martín.
Le département a une superficie de 7 800 km2. Il est bordé au nord par la province de Formosa, dont il est séparé par le río Bermejo, à l'est par le département de Bermejo, au sud par les départements de Primero de Mayo, Sargento Cabral, Veinticinco de Mayo et Quitilipi, et à l'ouest par les départements de Maipú et de General Güemes.
Sa population s'élevait à 54 470 habitants au recensement de 2001.

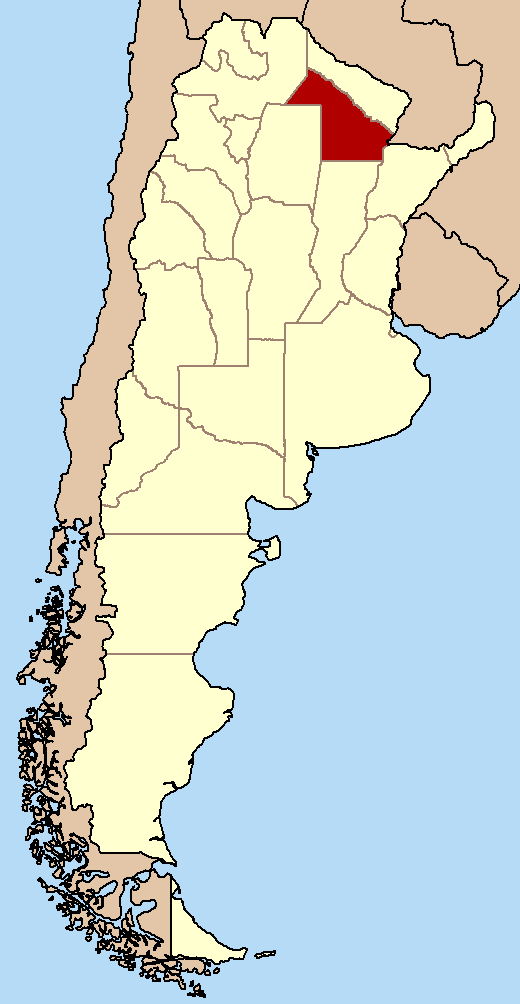
Localisation de la province du Chaco en Argentine.

## Villes et localités
- Ciervo Petiso
- General José de San Martín, chef-lieu
- La Eduvigis
- Pampa del Indio
- Presidencia Roca